# Казански, Константин
Константин Рачев Казански (болг. Константин Рачев Казански; род. 1 июля 1945, Свиштов) — французский композитор, аранжировщик, автор-исполнитель песен, музыковед, историк, музыкальный и артистический директор болгарского происхождения.

## Биография
Родился 1 июля 1945 года в болгарском университетском городе Свиштове на Дунае (с 2002 года — почётный гражданин этого города). Его отец Рачо Казански (фамилия происходит от названия села Казанка, община Стара-Загора в Болгарии) был преподавателем французского языка, и сын с детства слышал французскую речь. Учился игре на фортепиано с 7-летнего возраста и с успехом окончил детскую музыкальную школу.
В 1960 году семья переехала в Софию. В 15-летнем возрасте Константин вошёл в театрально-поэтический круг выдающихся декораторов, Ангела и Боянки Ахряновых, с этого времени начинается его тесное знакомство с представителями самых знаменитых болгарских поэтов и театралов — Христо Фотевым, Константином Павловым, Стефаном Цаневым. Но его мечта стать театральным режиссёром не осуществилась — так же, как и Вертинского, его не приняли в театральную академию по причине картавости.
С 1965 до 1969 годы Константин Казански — популярный эстрадный исполнитель французских песен, один из первых болгарских авторов, композиторов, исполнителей. За рубежом он гастролировал в Румынии, Польше (фестиваль в Сопоте 1966 года) и СССР (полуторамесячное турне в 1967 году). В то же самое время он — студент факультета международных отношений Высшего экономического института имени Карла Маркса в Софии, который не окончил, так как в 1971 года переехал на постоянное место жительства в Париж.
Упуская возможность дипломатической карьеры, Константин Казански становится во Франции артистом-самоучкой свободной практики. Помимо прочих занятий, он начинает выступать в русских кабаре со своими песнями на слова русских поэтов. Там его замечают и приглашают к себе члены цыганской семьи Димитриевичей, сначала Соня, потом Валя и Алёша. С 1971 по 1978 год Казански выступает с ними не только как аккомпаниатор, но и как солист, что явилось беспрецедентным для этого коллектива. Так что, начав в детстве с классики, пройдя через эстрадную концертную практику, Константин Казански в Париже, можно сказать, «на цыганском факультете образованье получил».
По инициативе Михаила Шемякина Казански осуществляет запись пластинок Алёши Димитриевича (1976 год) и Владимира Полякова (1977 год).
В 1978 году вышло его эссе «Cabaret russe» («Русское кабаре») по заказу издательства Olivier Orban, которое создаёт ему неожиданную репутацию «музыкального цыгановеда».
Параллельно с этим он пишет музыку двух «Дунайских сюит для фортепиано с оркестром», пьесы для фортепиано, записывает пластинку с некоторыми из его песен на французском языке и работает, как музыкальный директор издательства JAP.
Услышав его выступление с Димитриевичами в 1975 году, Владимир Высоцкий заинтересовался им и пригласил участвовать в записях его первой французской пластинки. С этого момента Константин Казански является неизменным аранжировщиком записей Высоцкого во Франции (альбомы «Прерванный полёт» (двойной), «Владимир Высоцкий» и «Натянутый канат»), аккомпаниатором на концертах, телевизионных и радиопередачах.
В 1980 году Константин Казански по приглашению хореографа Лорки Масина (сына Леонида Мясина) пишет музыку к балету «Vendetta» для компании Makarova & Co балерины Натальи Макаровой, мировая премьера балета состоялась в театре «Юрис» (ныне «Гершвин») в Нью-Йорке на Бродвее в октябре того же года.
В 1980-х годах Казански работает прежде всего, как артистический организатор престижных выступлений во Франции (Париж, Монте-Карло), музыковед (Национальное радио «Франс-Энтер», радио «Франс-Кюльтюр», 3-й ТВ канал), музыкальный директор (на 5-м ТВ-канале), дирижёр забавного «венского» оркестра, пишет по заказу статьи для специализированной прессы.
В 90-х годах «Хор Казански», созданный Константином вместе с его супругой Вероник Кодолбан, выступает на самостоятельных концертах в зале «Олимпия» (1991 год), Королевской консерватории в Брюсселе и Фестивальной палате в Каннах (1993 год), а также совершает турне по Бразилии (1995 год).
В 1997 году Софийское университетское издательство выпускает его болгарские стихи «Письма из Парижа». С 1996 по 2011 год следует интенсивное сотрудничество с французским отделом «Ридерс Дайджеста», для которого Константин Казански реализует серии записей с Мариной Влади, с супругой Вероник Кодолбан и дочерью Xюмейрой Казански и в собственном исполнении.
В 2006 году он осуществляет музыкальную концепцию спектакля «Владимир, или Прерванный полёт» с Мариной Влади и участвует в нём (представления в Париже в 2006 и 2008 годах, турне в России в 2009 и 2012 годах).
В 2007 году по приглашению Юрия Шевчука выступает как аранжировщик и музыкальный директор его парижского компакт-диска «L’Echoppe» (фр. «Ларёк»).
В 2009 году выдающийся болгарский актёр Стоян Алексиев приглашает его для совместного спектакля «Рождённый в Европе, на нашей улице» (театр «Слеза и смех» в Софии и турне). В нём Алексиев поручает Казански сыграть отрывки из ролей, в которых он уже с успехом выступал: Галилео (Брехт), Мефистофель (Поль Валери)…

## Дискография
1. Казански — EP, Balkanton, BTM 5796, Болгария, 1966 — исполнитель всех четырёх песен, автор болгарского текста двух песен Сальваторе Адамо («Викам твоето име» — «Кричу твоё имя»; «Изгубена любов» — «Потерянная любовь») и одной Жоржа Гарваренца («Желая ти щастие» — «Желаю тебе счастья»).
2. Песни от фестивала Сан-Ремо 1966 года — EP (компиляция), Balkanton, ВТМ 5805, Болгария, 1966 — исполнитель одной песни.
3. Конкурс за най-хубавата песен за Черноморието 1966 года (Конкурс на лучшую песню о Черноморье, 1966 год) — 2LP (компиляция), Balkanton, ВТА 525, ВТА 526, Болгария, 1966 — исполнитель трёх песен.
4. Константин Казански — SP, Balkanton, BTK 2787, Болгария, 1966 — исполнитель обеих песен, автор болгарского текста песни Сальваторе Адамо («Тези чудни очи» — «Эти чудные очи»).
5. Забавна и танцова музика (Весёлая и танцевальная музыка) — SP (компиляция), Balkanton, BTK 2852, Болгария, 1968 — исполнитель и автор болгарского текста песни Сонни Боно («Малък принц» — «Маленький принц»).
6. Le groupe «Krasnoe solntze»: «Rendez-vous а Voronej (soirée russe)» (Группа «Красное солнце»: «Встреча в Воронеже (русский вечер)») — LP, EMI/Pathé Marconi/Pes (Productions et Editions Sonores), 2C062-11566, 301 070, Франция, 1971 — аранжировщик, исполнитель (пение, гитара, балалайка-бас).
7. Lalia Dimitrievitch: «Chants du peuple Rom» (Ляля Димитриевич: «Песни цыган рома́») — LP, Le Chant du Monde, LDX 74527 (XWJ 74527), Франция, 1973 — аккомпаниатор.
8. Kostia Kazansky: «Kostia» — SP, Jean Azencot Production, BASF 05-15 029-6 N, Франция, 1974 — автор текста, композитор, исполнитель обеих песен («Cet amour» — «Эта любовь»; «Comme un fils du vent» — «Подобно сыну ветра»).
9. Bouddha — Méditations indiennes: en mémoire et d’après la création de Giani Esposito (Будда — индийские медитации: в память и признание заслуг Джани Эспозито) — LP, Disques J.A.D.E. 022, Франция, 1975 — анонимный чтец всего текста для медитаций.
10. Bande originale de la série TF1 «Tziganes sans frontières» — Volume 1, section «Les Roms» (Оригинальная плёнка документального фильма французского телеканала TF1 «Цыгане без границ» — том 1, раздел «Рома́») — LP, Barclay, 930 006, Франция, 1976 — аккомпанемент в трёх песнях в исполнении Вероник Кодолбан, с подпевкой в одной из них.
11. Aliocha Dimitrievitch (Алёша Димитриевич) — SP, Polydor, Франция, 1976 ? — две песни для диска поз. 12 — аранжировщик, руководитель оркестра, аккомпаниатор, арт-директор.
12. Aliocha Dimitrievitch (Алёша Димитриевич) — LP, Polydor, 2393 149, Франция, 1976 / Aliosha Dimitrievitch (Алёша Димитриевич) — LP, Chemiakine Metaphysical Arts, Inc., SHMA / LRP 8810, США, 198? — двенадцать песен — аранжировщик, руководитель оркестра, аккомпаниатор, арт-директор.
13. Valia Dimitrievitch: «Valia (presentee par Robert Hossein)» (Валя Димитриевич: «Валя (представляет Робер Оссейн)») — LP, CY Records, CYL 6433, Франция, 1977 — аранжировщик, аккомпаниатор.
14. Vladimir Vissotski: «Le nouveau chansonnier international U.R.S.S.» / «Chanson des temps nouveaux» (Владимир Высоцкий: «Новый шансонье международного уровня из СССР» / «Песня о новом времени») — Le Chant du Monde, Франция: LP, LDX 74581 (XA1A 74581), 1977/1981; MC, K 160 (CM 546), 1981? — четырнадцать песен — аранжировщик, музыкальный руководитель, аккомпаниатор.
15. Vladimir Vissotsky: «La corde raide» (Владимир Высоцкий: «Натянутый канат») — LP, Polydor, 2473 077, Франция, 1977 — одиннадцать песен — аранжировщик, руководитель оркестра, арт-директор.
16. Vladimir Vissotski: «Le vol arrêté» (Владимир Высоцкий: «Прерванный полёт») — Le Chant du Monde, Франция: 2LP, LDX 74 762/63 (XE1D 74 762/63), 1981; MC, K 254 (CM 565), 1981? — двадцать две песни, из них четыре — с диска поз. 14 — аранжировщик, музыкальный руководитель, аккомпаниатор.
17. Vladimir Poliakoff: «Chants Tziganes et Russes» (Владимир Поляков: «Песни русских цыган») — LP, «RCA», PL 37274, France, 1979 — аранжировщик шести из десяти песен, руководитель оркестра, арт-директор.
18. Vysotsky: Владимир Высоцкий в записях Михаила Шемякина — 7LP box, Apollon Foundation — LRP Digital, CH-LRP-8822-28, США, 1987 / 7CD box, Фонд Аполлон — PolyGram, APOLCD-01-07, Германия, 1996 / 7LP box, «Bomba Music», Россия, 2013 — сто пять песен — аккомпаниатор.
19. Chœur Kazansky: «Ederlezi» (Хор Казански: «Эдерлези») — SP (soundtrack «Le Temps des Gitanes»), CBS, 655586 7, 14-655586-00, LC 0149, CB 111, Голландия, 1989 / Kazansky Choir: «Ederlezi» (Казански Хор: «Эдерлези») — SP (soundtrack «Time of the Gypsies»), Enteleky records LTD, ETKY 300, Англия, 1990 — две песни — аранжировщик, аккомпаниатор, руководитель хора.
20. Le Chœur Kazansky: «Palé Reka» (Хор Казански: «За рекой») — CD, Museum, SABAM 16135 ММD 009/93, Бельгия, 1993 — шестнадцать песен — аранжировщик, композитор двух песен, в одной из которых автор текста («Дунаве» — «Дунай»), аккомпаниатор, руководитель хора.
21. Éternelle Russie (Вечная Россия) — 3MC или 3CD boîte, Sélection du Reader’s Digest, 3048/1.à 3., F89018FF/1.à 3., Франция, 1996; CD-3, раздел «Chants et mélodies russes d’hier et d’aujourd’hui» («Русские песни и мелодии вчера и сегодня») — восемь песен с диска поз. 16.
22. Joue, tsigane! (Играй, цыган!) — 3CD boîte, Sélection du Reader’s Digest, Франция, 1996; CD-1, раздел «Grandes voix tsiganes» («Великие голоса цыган») — композитор по фольклорным мотивам, аккомпаниатор и соисполнитель в двух песнях в исполнении Вероник Кодолбан-Казански, аранжировщик, аккомпаниатор и соисполнитель в одной песне с live-записи А.Димириевича с концерта в Нью-Йорке (март-апрель 1984) — плюс две песни с диска поз. 7 и пять песен с диска поз. 20.
23. Les plus beaux chœurs du monde (Лучшие хоры мира) — 5MC или 5CD boîte, Sélection du Reader’s Digest — Мusique, 3067/1.à 5., F99003FF 3/1.à 5., Франция, 1996; CD-3, раздел «Les plus beaux chœurs tsiganes» («Лучшие цыганские хоры») — двенадцать песен с диска поз. 20.
24. Владимир Высоцкий: «Прерванный полёт» — 2CD box, SoLyd Records, SLR 0066/67, Россия, 1996 — тридцать три песни — по лицензии Le Chant du Monde полная запись: поз. 14, поз. 16 плюс одна ранее неизданная песня.
25. Константин Казански: «Писма от Париж» («Письма из Парижа») — MC, продуценты Константин Казански, Филип Ламбер (удостоверение № 853), Болгария, 1997 — автор текстов, композитор, аранжировщик, исполнитель — фортепьяно, синтезаторы, акустические и электрогитары, пение (с Вероник Кодолбан-Казански и Xюмейрой Казански) всех двенадцати песен («Кълна ви се» — «Клянусь вам»; «Не сме се променили» — «Мы не изменились»; «Моето „р“» — «Моё „р“»; «Хабанера»; «Древен джаз» — «Древний джаз»; «Свищов» — «Свиштов»; «Прелюдия»; «Самотен вълк» — «Одинокий волк»; «Девойко румена» — «Румяной девушке»; «Всичко съм си имал» — «Я имел всё»; «Сладко е» — «Как сладко»; «Фамилна» — «Семейная»).
26. Éternelle Russie (Вечная Россия) — 3CD boîte, Sélection du Reader’s Digest — Мusique, 3117 (1 à 3), Франция, 1999; CD-3, раздел «Mélodies russes d’hier et d’aujourd’hui» («Русские мелодии вчера и сегодня») — арт-директор: двенадцать песен (шесть — в исполнении Марины Влади, по две — в исполнении Вероник Кодолбан-Казански, Хюмейры Казански и в собственном исполнении) — аранжировщик, композитор четырёх песен, аккомпаниатор на всех инструментах — плюс четыре песни с диска поз. 15.
27. Joue, tsigane! (Играй, цыган!) — 3CD, Sélection du Reader’s Digest — Мusique, 3117.5/1.2.3., F99016FF/1.2.3., Франция, 2001; CD-1, раздел «Grandes voix tsiganes» («Великие голоса цыган») — арт-директор, автор текста, композитор и исполнитель двух песен («Aliocha, Valia, Sonia et Maroussia» — «Алёша, Валя, Соня и Маруся»; «Je reviens du marché» — «Возвращаюсь с базара»), композитор по фольклорным мотивам и соисполнитель одной песни в исполнении Вероник Кодолбан-Казански — плюс восемь песен с диска поз. 12, одна песня с диска поз. 17 и три песни с диска поз. 22.
28. L’ACLA présente…Lepic-Abbesses (ACLA представляет: Лëпик-Аббес) — CD, Association des commerçants Lepic-Abbesses, Франция, 2001 — по заказу ассоциации коммерсантов двух этих улиц на Монмартре, между которыми располагается обладающий мировой известностью один из самых престижных парижских рынков — одна песня в исполнении Хюмейры Казански — композитор, автор текста (вместе с Вероник Кодолбан-Казански).
29. Hommage Aux Grands De La Chanson (Дань грандам шансона) — 5CD boîte, Sélection du Reader’s Digest — Мusique, Франция, 2003 — песни Жака Бреля, Барбары, Шарля Азнавура, Эдит Пиаф, Жильбера Беко, Анри Сальвадора, Шарля Трене, Франсиса Лемарка в интерпретации различных артистов — пять песен: одна — собственное исполнение; одна — аранжировка, руководство оркестром и собственное исполнение, две — исполнение совместно с Вероник Кодолбан-Казански; одна — аранжировка, аккомпанемент на всех инструментах, исполнение совместно с Вероник Кодолбан-Казански и Каримом Каселем.
30. Vadim Piankov: «L’Inconnue» (Вадим Пьянков: «Незнакомка») — CD, AMG Records, BPVVP-2005.01, Франция, 2005 — четырнадцать песен — аранжировщик, руководитель оркестра, аккомпаниатор, композитор двух песен, артистический директор (совместно с Вероник Кодолбан-Казански).
31. Saint-Pétersbourg — 3CD boîte (компиляция), Sélection du Reader’s Digest — Мusique, 3253.3/1.à 3., F05010FF/1.à 3., Франция, 2005; CD-3, раздел «Du folklore à la chanson» («Фольклор как шансон») — три песни: одна — в исполнении Вероник Кодолбан-Казански и Хюмейры Казански (аранжировщик, аккомпаниатор), одна — в исполнении Вероник Кодолбан-Казански (композитор, аккомпаниатор), одна — собственное исполнение (аранжировщик, аккомпаниатор) — плюс две песни с диска поз. 26 и одна песня с диска поз. 30.
32. Constantin Kazansky présente… Aliocha Dimitrievitch et Vladimir Poliakoff: Les Monuments Du Chant Tsigane Russe (Константин Казански представляет… Алёша Димитриевич и Владимир Поляков: Монументы русской цыганской песни) — CD (компиляция), Plume (label Cristal Records), PCD0602, Франция, 2007 — все записи Алёши Димитриевича и Владимира Полякова, осуществлённые под музыкальной и артистической дирекцией К.Казанского: двенадцать песен с диска поз. 12 и шесть — с диска поз. 17.
33. Юрий Шевчук & Константин Казански: «L’Echoppe» («Ларёк») — CD, Navigator, NR 2808 CDp, 2008 — двенадцать песен — аранжировщик, аккомпаниатор, руководитель оркестра, арт-директор (совместно с Вероник Кодолбан-Казански).
34. Les Seigneurs de la Musique Tsigane (Аристократы цыганской музыки) — 3CD boîte, Sélection du Reader’s Digest — Мusique, 163833/1.à 3.-400006706D, F08013FF/1.à 3., Франция, 2008 — 70 лет музыкальной династии Кодолбан — CD-2, раздел «Les héritiers de la tradition» («Наследники традиции») — семь песен с аккомпанементом на всех инструментах (из них в пяти — аранжировщик, в двух — композитор) в исполнении: три песни — Вероник Кодолбан-Казански, две — Хюмейра Казански, одна — Вероник Кодолбан-Казански и Хюмейра Казански, одна — Вероник Кодолбан-Казански и Хюмейра Казански с добавлением голоса Константина Казански — плюс компиляция пяти прежних записей (одна песня — с MC поз. 25, три — с CD поз. 27 и две — с CD поз. 20).

## Курьёзная дискография
1. Владимир Высоцкий. Песни — flexi, 7" (mono), Мелодия, Г62-08519 — Г62-08520, СССР, (апрель) 1981 / ЕP (stereo), Мелодия, С62-16247 — С62-16248, СССР, июль 1981 — содержит песню «Vers les cimes» — «К вершине» («Ну вот исчезла дрожь в руках…») в аранжировке Константина Казански с пластинок поз. 14 и поз. 16 Дискографии, безосновательно озаглавленную как «Надежда», аранжировка приписана А. Зубову, аккомпанемент — ансамблю «Мелодия» п/у Г. Гараняна.
2. Музыка эмиграции. Алёша Димитриевич. Paris*New York*Tel Aviv. Раритетные записи из частных эмигрантских архивов — СD (компиляция), РАО, ООО «Жирафик», RA-008, Россия, 2001 — пиратский сборник, включающий одиннадцать песен с диска поз. 12 Дискографии, шесть песен с LP «Valia & Aliocha Dimitrievitch» (AZ, STEC LP 73, Франция, 1972 ?), две песни с LP «The Gypsy and I. Yul Brynner sings gypsy songs with Aliosha Dimitrievitch» (Fontana, STFL6085 / Vanguard, VSD-79256, 1967) и три песни из альбома «Alesha Dimitrievich: „Emigrate Tango (тwo concerts)“» («Алёша Димитриевич: „Эмигрантское танго (два концерта)“») (2LP bootleg, США, 198? и 2CD box, RCD & Канώнъ, Россия, 1996), содержит также две композиции в исполнении двух неустановленных оркестров, приписанные исполнением «ансамблю Кости Казанского», но не имеющие к Константину Казански никакого отношения.